# Apollonia (Südkreta)
Apollonia (altgriechisch Ἀπολλωνία) war eine antike Stadt an der Südküste der griechischen Insel Kreta. Nach dem Stadiasmus Maris Magni lag sie 30 Stadien westlich von Lamon und 100 Stadien östlich von Phoinix. Folgt man den Entfernungsangaben aus dem Stadiasmus Maris Magni, könnte die antike Stadt zwischen dem Kap Kastellos (Άκρα Κάστελλος) im Osten und dem Kap Kalogeros (Άκρα Καλόγερος) im Westen unterhalb des heutigen Ortes Argoules gelegen haben. Dort mündet der Perdikari potamos (Περδικάρι ποτάμος) ins Mittelmeer, ein Bach, der das ganze Jahr über Wasser führt. An dem Bach verläuft die Gemeindegrenze zwischen Agios Vasilios und Sfakia.